# Düsseldorfer Brückenfamilie

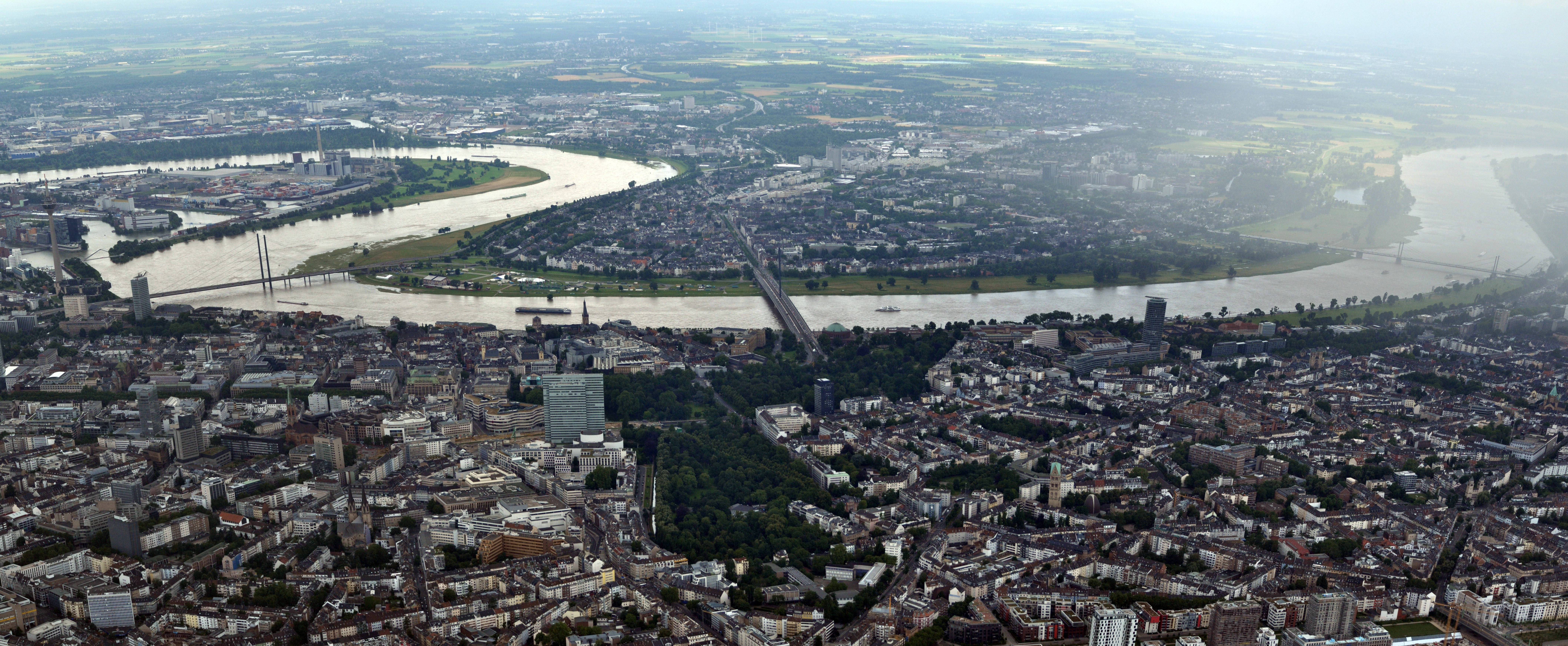
Düsseldorfer Brückenfamilie, 2016

Theodor-Heuss-Brücke, der Prototyp der Düsseldorfer Brückenfamilie, 2007

Düsseldorfer Brückenfamilie ist ein Sammelbegriff für Schrägseilbrücken über den Rhein in Düsseldorf. Ursprünglich wurden darunter nur die Theodor-Heuss-Brücke (1957), die Rheinkniebrücke (1969) und die Oberkasseler Brücke (1973) verstanden. Heute bezieht sich der Begriff auch auf die Fleher Brücke (1979) und die Flughafenbrücke (2002).
Der Denkmalwert der Düsseldorfer Brückenfamilie beruht insbesondere auf ihrer weltweiten Vorbildwirkung für andere Schrägseilbrücken.

## Geschichte
Die Skyline, Veduten und Waterfront der Stadt Düsseldorf am Rheinufer werden in besonderer Weise durch einander ähnelnde Rheinbrücken geprägt, deren Planungsbeginn in die Zeit des Wiederaufbaus nach dem Zweiten Weltkrieg fällt. Gekennzeichnet war diese Phase der Stadtentwicklung durch das Leitbild der autogerechten Stadt und durch ein rasch ansteigendes Wirtschaftswachstum, das mit dem Schlagwort „Wirtschaftswunder“ beschrieben wurde.

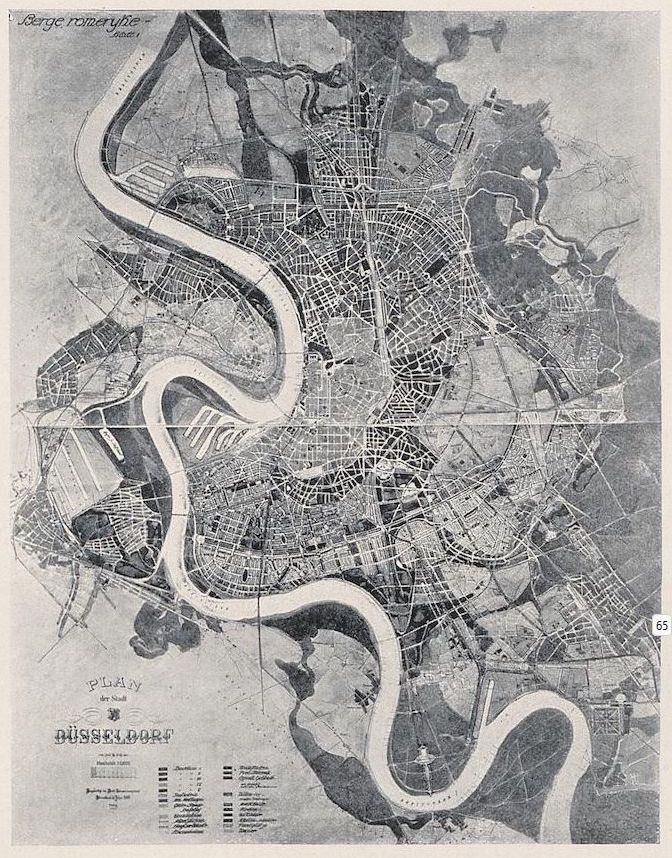
Bruno Schmitz, Otto Blum, Bruno Heck: Generalbebauungsplan für Groß-Düsseldorf, 1912

Bereits in dem Generalbebauungsplan für Groß-Düsseldorf, der auf der Städte-Ausstellung Düsseldorf 1912 der Öffentlichkeit vorgestellt wurde, sahen Bruno Schmitz, Otto Blum und Bruno Heck, die den Wettbewerb zu diesem Planwerk gewonnen hatten, mehrere Rheinbrücken vor, um den wachsenden Verkehr der Stadt Düsseldorf zu bewältigen. Als „Schreibtisch des Ruhrgebiets“ sah sich die Stadt damals im Begriff, durch Suburbanisierung über ihre Grenzen hinauszuwachsen und eine Millionenstadt zu werden. Nach dem Zweiten Weltkrieg wurden die Brücken als planerische Vorgaben für den Wiederaufbau Düsseldorfs in den Neuordnungsplan (1949) übernommen.
In einer Denkschrift, die im Oktober 1951 unter dem Titel „Brücken für Düsseldorf“ vorgelegt wurde, legten Düsseldorfer Verkehrsplaner dar, dass für den innerstädtischen Verkehr die zunächst mit 8,30 Metern Breite errichtete provisorische Oberkasseler Brücke (1948) nicht ausreiche und mehrere Rheinbrücken erforderlich seien. Daraufhin begann man mit den Planungen der Rheinkniebrücke. Aufgrund der Prioritäten des Landes Nordrhein-Westfalen wurde als „Nordbrücke“ bis 1957 jedoch zuerst die Theodor-Heuss-Brücke gebaut, um den überörtlichen Verkehr als Bundesstraße 7 über den Lastring zu leiten. Diese Brücke machte eine von der Stadt Düsseldorf als Verlängerung der Klever Straße ins Spiel gebrachte Rheinquerung entbehrlich. Angeregt durch eine Abhandlung von Franz Dischinger, wurde die neue Brücke von Fritz Leonhardt als eine der ersten Schrägseilbrücken konzipiert.
Eine weitere verkehrsplanerische und städtebauliche Denkschrift, die ebenfalls unter dem Titel „Brücken für Düsseldorf“ in den Jahren 1961/1962 unter Leitung von Friedrich Tamms entstand, fasste die zwischenzeitlich weiterentwickelte Brückenplanung der Stadt Düsseldorf zusammen. In ihr wurde erstmals der Gedanke vorgetragen, die für die Theodor-Heuss-Brücke gefundene neue Bauart als Ausgangspunkt zu setzen und nach ihr die folgenden innerstädtischen Brücken aus verwandten konstruktiven und formalen Elementen und Vorstellungen zu gestalten. Nach Tamms hatte der Brückentyp der „seilverspannten Balkenbrücke“, über deren Pylone parallel geführte Kabel wie Saiten auf einer Harfe verlaufen, sich hinsichtlich Erscheinungsbild und Form, Konstruktion, Montage und Wirtschaftlichkeit überzeugend gegen andere Bauweisen behauptet. Die Festlegung der Harfenform als einheitliches Strukturmerkmal Düsseldorfer Rheinbrücken, die Tamms’ ästhetischen Vorstellungen entsprach, führte mit der Errichtung der Rheinkniebrücke und der neuen Oberkasseler Brücke zur „Düsseldorfer Brückenfamilie“. Tamms resümierte rückblickend: „Aus Brückenbau wurde Städtebau.“

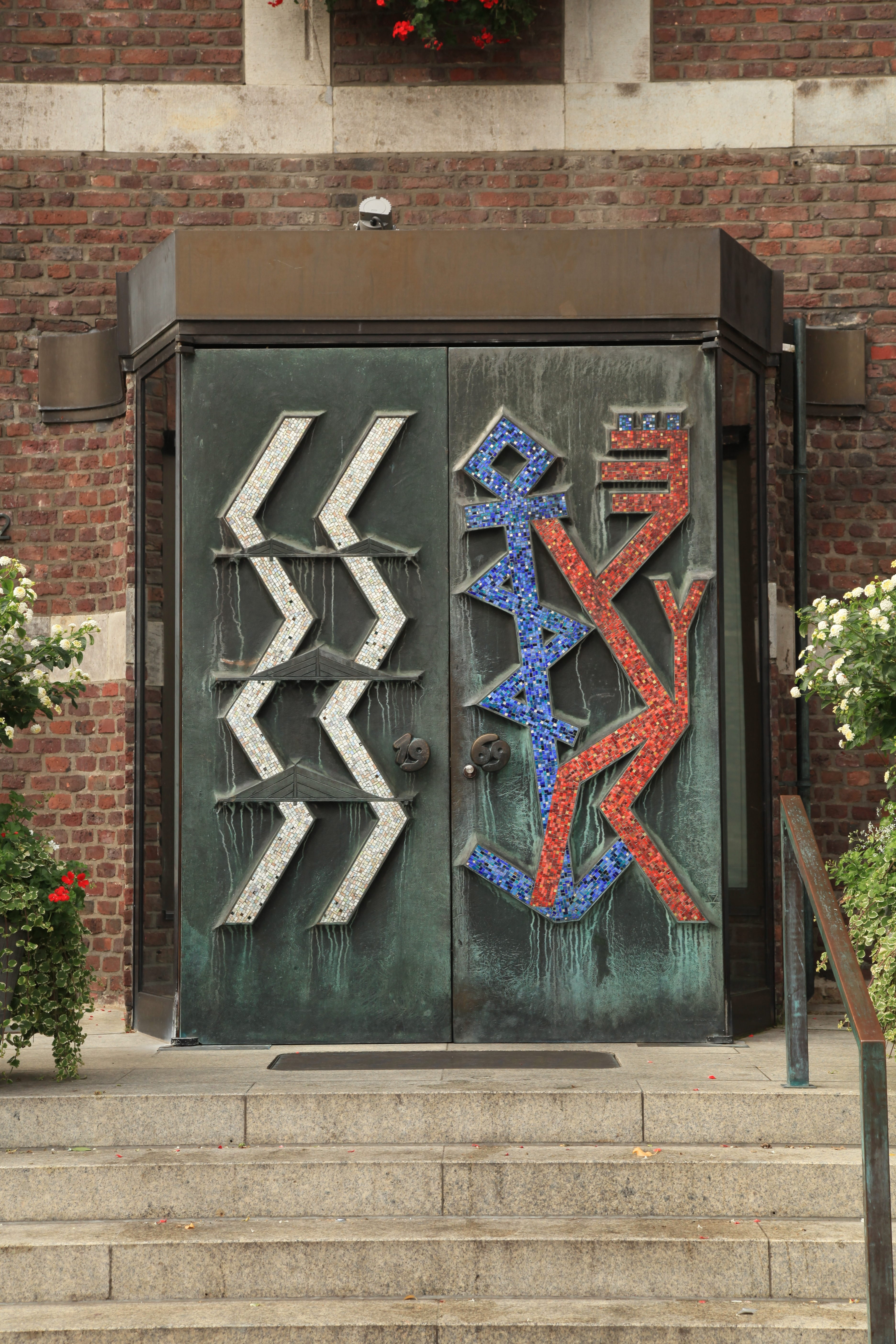
Zoltan Székessy: Düsseldorfer Brückenfamilie als Wahrzeichen des „neuen Düsseldorf“ auf dem Rathausportal Düsseldorf, 1968/1969

Obwohl durch die Neigungen der Kabel einander angeglichen, weichen die drei Brücken innerhalb der Bauart einer Schrägseilbrücke konstruktiv durchaus signifikant voneinander ab. Gleichwohl werden sie unter dem Begriff „Düsseldorfer Brückenfamilie“ als stadtbildprägendes Bauensemble in der Stadtlandschaft verstanden. Schon zu ihrer Entstehungszeit begriff sie der Künstler Zoltan Székessy als eine Einheit und als Wahrzeichen des nach dem Zweiten Weltkrieg wiederaufgebauten „neuen Düsseldorf“. In diesem Sinne zeigte er sie auf einem Flügel des Rathausportals Düsseldorf.
Während für die Theodor-Heuss-Brücke als Prototyp der Düsseldorfer Brückenfamilie bereits seit 2016 Denkmalschutz besteht, wurde eine Unterschutzstellung der Rheinkniebrücke und der Oberkasseler Brücke erst im Jahr 2022 durch das LVR-Amt für Denkmalpflege im Rheinland beantragt.